# Onitis castaneus
Onitis castaneus là một loài bọ cánh cứng trong họ Bọ hung (Scarabaeidae).